# 프랭크 포스
프랭크 켄트 포스(Frank Kent Foss, 1895년 5월 9일 ~ 1989년 4월 5일)는 미국의 육상 선수이며, 장대높이뛰기에서 활약하였다.
시카고에서 태어나 1917년 코넬 대학교를 졸업하였다.
1920년 안트베르펜 올림픽에서 덴마크의 헨리 페테르센을 꺾고 금메달을 획득하였는 데, 4.09m 혹은 13 피트 5와 8분의 1 인치와 함께 세계 기록을 세웠다. 13 피트 3과 6분의 5 인치와 함께 승리를 결말진 후, 자신의 세 번째 시도에서 세계 신기록 신장을 만들었다.
93세의 나이로 힌스데일에서 사망하였다.